# 황즈셴 (작가)
황즈셴(중국어: 黃智賢, 병음: Huáng Zhìxián, 한자음: 황지현, 1964년~ )는 대만의 작가, 평론가이다. 본명은 황충셴(黃瓊賢)이다. 난징 대학 대만연구소의 겸임교수로, 전 중톈 텔레비전의 진행자 및 정치 평론가이다.

## 학력
- 타이베이 시립 제1여자 고등학교 졸업
- 레스터 대학교 경영학 석사
- 후난 중의약대학 중의학박사
- 난징 대학 대만연구소 겸임교수